# Valérie Warzée-Caverenne
Valérie Warzée-Caverenne, geboren als Valérie Caverenne, (Luik, 11 juni 1971) is een Belgisch politica voor de liberale  MR.

## Levensloop
Warzée-Caverenne behaalde in 1992 het diploma van regentes in de wiskunde en de economische wetenschappen aan de hogeschool van Champion en vestigde zich met haar echtgenoot Benoît Warzée in het landelijke Hamois. Ze ging er haar man bijstaan bij het uitbaten van diens familiale veeboerderij met Belgisch witblauw en opende tevens een gîte. Van 1999 tot 2006 werkte ze tevens als commercieel bediende bij een KMO.
Ze werd politiek actief voor de MR. Voor deze partij werd ze in oktober 2006 verkozen tot gemeenteraadslid van Hamois. Omdat ze een sterk persoonlijk resultaat had behaald, trad ze in december 2006 toe tot het schepencollege, met de bevoegdheden Onderwijs, Landbouw, Mobiliteit en Kinderopvang. Na de verkiezingen van 2012 bleef ze schepen, ditmaal bevoegd voor Financiën, Economische Ontwikkeling, Onderwijs en Kinderopvang. Daarnaast werd ze bestuurder bij een reeks sociale en culturele vzw's verbonden aan haar mandaat, alsook is ze sinds 2007 bestuurslid van de Waalse vereniging van steden en gemeenten UVCW en was ze van 2007 tot 2018 bestuurslid van de CECP, de onderwijsraad voor steden en gemeenten in Franstalig België.
Bij de Waalse verkiezingen van juni 2009 stond Warzée als tweede opvolger op de MR-lijst in de kieskring Dinant-Philippeville. Een jaar later, bij de federale verkiezingen van juni 2010, was ze eerste opvolger in de provinciale kieskring Namen. In december 2011 werd ze effectief lid van de Kamer van volksvertegenwoordigers ter opvolging van Sabine Laruelle, die federaal minister werd. Ze zetelde er tot in mei 2014 en was lid van de commissies Volksgezondheid en Economie. 
In mei 2014 was Warzée eerste opvolger voor de Waalse verkiezingen in Dinant-Philippeville. Er kwam voorlopig een einde aan haar parlementaire loopbaan, waarna ze van 2014 tot 2015 een opleiding in de publieke financiën volgde aan de UCL. In april 2016 werd ze alsnog Waals Parlementslid en lid van het Parlement van de Franse Gemeenschap in opvolging van François Bellot, die Jacqueline Galant opvolgde als federaal minister. Ze bleef regionaal parlementslid tot in december 2018. Door de invoering van de gedeeltelijke decumul in het Waals Parlement moest ze zich echter laten vervangen als schepen van Hamois, waarna ze er tot 2018 titelvoerend schepen bleef.
In het Waals Parlement ging Warzée-Caverenne zetelen in de commissie Begroting, Openbaar Ambt en Energie, evenals maakte ze vanaf 2017 deel uit van de commissie Sociale Actie, Gezondheid en Openbaar Ambt. Naast de energiedossiers volgde ze de hervorming van het rijbewijs op en legde ze zich toe op de verbetering van het bestuur van intercommunales. In het Parlement van de Franse Gemeenschap werd ze lid en van 2017 tot 2018 ondervoorzitter van de commissie Begroting, Openbaar Ambt en Administratieve Vereenvoudiging, alsook vanaf 2017 lid van de commissie Onderwijs. Als parlementslid van de Franse Gemeenschap legde zich vooral toe op deze laatste materie. Dat was niet verwonderlijk, aangezien ze in 2016 bestuurder werd van de openbare maatschappij voor het beheer van schoolgebouwen van de provincie Namen.
Na de gemeenteraadsverkiezingen van oktober 2018 werd Warzée in december dat jaar burgemeester van Hamois. Omdat ze deze functie niet mocht cumuleren met haar parlementaire mandaten, nam ze bijgevolg ontslag uit het Waals Parlement en het Parlement van de Franse Gemeenschap. Ruim een half jaar later, bij de federale verkiezingen van mei 2019, was Warzée vijfde opvolger in de kieskring Namen. In de jaren daarna werd ze in 2020 bestuurder bij IDEFIN, een intercommunale voor gas, elektriciteit en telecom in de provincie Namen, en in 2021 lid van de raad van bestuur van de Waalse Watermaatschappij. Sinds 2021 is ze eveneens voorzitter van de MR-federatie van het arrondissement Dinant-Philippeville.
Bij de Waalse verkiezingen van juni 2024 stond Warzée op de tweede plaats van de MR-kieslijst in Dinant-Philippeville. Ze werd verkozen met een penetratiegraad die haar in staat stelde om haar burgemeesterschap te combineren met haar parlementaire functies en ze nam vervolgens opnieuw zitting in het Waals Parlement en het Parlement van de Franse Gemeenschap.